# ازونویل-ا-برنوویل
اِزونویل-اِ-بِرنوویل (به فرانسوی: Aisonville-et-Bernoville) یک کمون در فرانسه است که در پیکاردی واقع شده‌است.

## خصوصیات
ازونویل-ا-برنوویل ۸٫۷۳ کیلومترمربع مساحت و ۲۸۸ نفر جمعیت دارد و ۱۶۶ متر بالاتر از سطح دریا واقع شده‌است.